# 南麗奈
南 麗奈（みなみ れいな、1979年12月24日 - ）は、日本の元AV女優。
東京都出身。趣味:音楽鑑賞、読書、カラオケ、旅行。

## 略歴
1999年3月31日に『巨乳ホルモン』でAVデビュー。

## 出演作品

### アダルトビデオ
- 巨乳ホルモン（1999年3月31日、Jamm）
- パイズリ・フラッシュ（1999年4月22日、Jamm）
- G.B.O（1999年5月14日、V&Rプランニング）
- 爆乳秘書（1999年6月21日、V&Rプランニング）
- エロ乳（1999年10月27日、笠倉出版社）
- どすけべ女教師コレクション 6 DX80分（1999年12月11日、マルクス兄弟）…オムニバス作品　他出演:斉木幸子、伊藤かおり、野沢ゆきな、綾波涼
- おしゃぶり&パイズリ スペシャル（1999年12月30日、Jamm）…総集編　他出演:五十嵐ゆうか、奥田唯、AKIRA、杉山亜来
- 放課後美少女かたろぐ 16 DX（2000年、アイデアポケット）…オムニバス作品　他出演:秋元優奈
- 爆乳女教師痴漢電車 5（2000年1月14日、笠倉出版社）
- 巨乳隷嬢 8（2000年2月11日、シネマジック）
- 南麗奈をハメ撮りしませんか?（2000年2月15日、MOODYZ）
- 南麗奈がおしえてあげる（2000年2月15日、ザウルス）
- チ○○大好きで～す（2000年2月25日、ゼウスコレクション）…オムニバス作品　他出演:桜庭澪、美樹原礼香、藤森香織
- ドリームシャワー No.12（2000年4月1日、ワープエンタテインメント）
- ウエディング痴女（2002年12月13日、オブティン・フューチャー）…総集編　他出演:麻田莉乃、麻倉奈美、三枝涼子、高橋裕香、原田ちひろ
- 巨乳レズ Special Version（2004年1月20日、Liberty）…総集編　他出演:望月ねね、瑞紀早姫、美崎絵里香、松山藍子、佐々木優、吉本美奈、夏樹佳代

他多数出演